# 進歩調和党
進歩調和党（英語:Party for Progress and Concord、フランス語:Parti pour le Progrès et la Concorde）は、ルワンダの政党。2003年9月30日総選挙では、得票率2.2パーセントを獲得したものの、下院代議院に議席を得ることができなかった。